# ユッカ・コスキネン
ユッカ・コスキネン (Jukka Koskinen、1981年7月16日 - )は、フィンランドのヘヴィメタルミュージシャン。ウィンターサン、ケインズ・オファリングの現ベーシスト。2000年から2012年まではノーサー、2010年から2013年まではアンベリアン・ドーンでも活動していた。2021年5月28日からは、ナイトウィッシュへサポート・ベーシストとして参加。2022年8月に同バンドへの正式加入が発表された。

## 略歴
フィンランドの首都ヘルシンキ生まれ、リーヒマキ出身。地元のゴシックメタルバンド、Medieval Artでベーシストとして活動を始めている。その後、2000年にレクイエムに加入。同バンドはその後、ノーサーにバンド名を変更し、デビューを果たした。ノーサーは2012年に解散しているが、ユッカは解散時点までベーシストを務めた。また、2008年頃からバックボーカルも兼任した。
ノーサー活動中の2005年に、元エンシフェルムのフロントマン、ヤリ・マーエンパーの立ち上げたバンドであるウィンターサンに加入した。ちなみに、ノーサーのボーカリスト兼ギタリストのペトリ・リンドロスは、ヤリの後任としてエンシフェルムにサポートメンバーを経て正式に加入している。ウィンターサン加入後は様々な問題でアルバムがリリースされなかったが、2012年に2ndアルバム『Time I』がリリースされている。
2009年には、ティモ・コティペルト (ストラトヴァリウス)、ヤニ・リーマタイネン (元ソナタ・アークティカ)、ミッコ・ハルキン (元ソナタ・アークティカ)らと共に、パワーメタルバンド、ケインズ・オファリングを結成。同バンドは、同年中に1stアルバム『Gather the Faithful』をリリースしデビューしている。しかしながら、ケインズ・オファリング自体、その後目立った活動は行われていない。2010年には、ネオクラシカルメタルバンド、アンベリアン・ドーンにも加入したが、アルバム2枚に参加した後の2013年にウィンターサンの活動に集中するために脱退した。

## ディスコグラフィ

### ノーサー
アルバム
- 2002年 Dreams of Endless War
- 2003年 Mirror of Madness
- 2004年 Death Unlimited
- 2006年 Till Death Unites Us
- 2008年 N
- 2011年 Circle Regenerated

シングル・EP
- 2002年 Released (Single)
- 2003年 Unleash Hell (Single)
- 2005年 Solution 7 (EP)
- 2006年 Scream (Single)
- 2007年 No Way Back (EP)
- 2008年 We Rock (Single)

デモ
- 2000年 Warlord (Demo)

映像作品
- 2004年 Spreading Death (DVD)

### ウィンターサン
アルバム
- 2012年 Time I
- 2017年 The Forest Seasons

映像作品
- 2006年 Live at Summer Breeze 2005 (DVD)

### ケインズ・オファリング
アルバム
- 2009年 Gather the Faithful

### アンベリアン・ドーン
アルバム
- 2012年 Circus Black
- 2013年 Re-Evolution

シングル
- 2012年 Cold Kiss (Single)
- 2013年 Kokko (Single)

### ナイトウィッシュ
映像作品
- 2022年 Virtual Live Show from the Islanders Arms 2021[5]